# Национальный парк Килларни
Национа́льный парк Ки́лларни расположен на юго-западе Ирландии в графстве Керри на берегу одноименных озёр Килларни. Ранее он был кандидатом на включение во Всемирное наследие ЮНЕСКО в Ирландии. Имеет площадь около 10 тысяч гектаров, которая занята горами, лесом, вересковыми пустошами и садами. Парк был основан в 1932 году.
Животный мир: барсук, белка, куница, благородный олень, лесные мыши; из рыб: финта, шэд; из птиц: чёрный дрозд, белолобый гусь, крапивник, сокол сапсан, клушица.